# الدوري السويدي الدرجة الثانية 1977
الدوري السويدي الدرجة الثانية 1977 (بالسويدية: Division II i fotboll 1977)‏ هو موسم من الدوري السويدي الدرجة الثانية. فاز فيه نادي فيستيروس ‏.